# Majorette
Majorette je francoska tovarna avtomobilskih modelčkov.

## Zgodovina
Leta 1961 je podjetje ustanovil Francoz Emile Véron. Majorette je kmalu postal eden vodilnih proizvajalcev avtomobilskih modelčkov; svoj vrhunec je podjetje doseglo v 70. in 80. letih 20. stoletja. Izdelovali so predvsem modele evropskih, severnoameriških in japonskih proizvajalcev. Po letu 1992, ko je podjetje postalo insolventno, je večkrat zamenjalo lastnika (nekaj časa je bil lastnik Smoby). Majorettove izdelke, ki jih prodajajo v trgovinah, danes izdelujejo na Tajskem. Današnja kvaliteta izdelkov se ne more primerjati z nekdanjo.